# Iajurveda

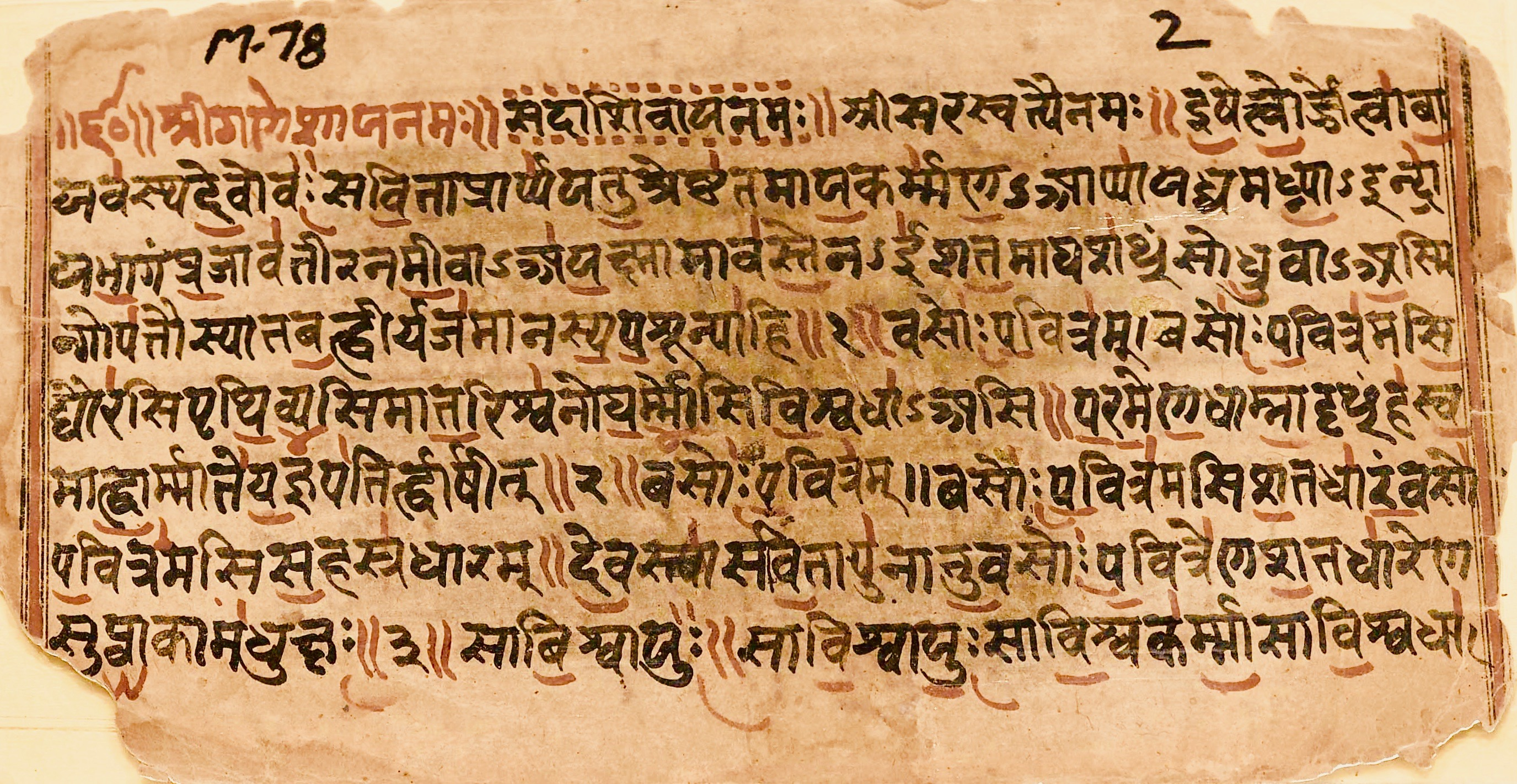
Os Vedas são escrituras do Hinduísmo. O samhita do Yajurveda data de 1200 a 1000 a.C. Cada samhita védica consiste em livros. Esses textos estão na língua arcaica sânscrita e incluem quatro camadas de textos, sendo o samhita uma das camadas dos Vedas.

O Iajurveda (também grafado Yajurveda ou Yajur Veda; sânscrito: यजुर्वेदः yajurveda, um composto tatpurusha de yajus "sacrifício" + veda "conhecimento")  é um dos quatro Vedas hindus. Contém textos religiosos com foco na liturgia, rituais e sacrifícios, e como executar os mesmos. O Yajurveda foi escrito durante o período Védico entre 1500 a.C. e 500 a.C., junto dos outros Vedas. (ver Vedas)

## Coleções
Existem duas coleções primárias ou samhitas do Iajurveda: Shukla ("branco") e Krishna ("negro"). Ambos contêm os versos necessários para rituais, mas o Iajurveda Krishna tem comentários de prosa adicionais e instruções detalhadas sobre o próprio trabalho.

### Iajurveda Krishna
Existem quatro versões do Yajurveda Negro:
- taittirīya saṃhita (TS)
- maitrayani saṃhita (MS)
- caraka-katha saṃhita (KS)
- kapiṣṭhala-katha saṃhita (KapS)

O melhor conhecido destes é o TS, que foi batizado com o nome de Tittiri, um aluno de Yaska. Consiste de oito livros ou kandas, subdivididos em capítulos ou prapathakas, mais adiante subdivididos em hinos individuais.
Alguns hinos individuais ganharam importância no hinduísmo, ou seja, TS 4.5 e 4.7, correspondem ao Shri Rudram Chamakam, e 1.8.6.i ao mantra Shaivaite Tryambakam. A fórmula bhūr bhuvaḥ suvaḥ prefixada ao (rigvédico) Gayatri mantra também é do Iajurveda, aparecendo quatro vezes.
Cada uma das versões tem um brâmana associado, e alguns deles também tem Shrautasutras, Grhyasutras, Aranyakas, Upanishads e Pratishakhyas associados.

### Iajurveda Shukla
O Iajurveda Shukla tem duas versões:
- Vajasaneyi Madhyandiniya
- Vajasaneyi Kanva

O primeiro é popular no Norte da Índia e Orissa e é, de longe, a maior tradição védica seguida entre os hindus no país, em termos de população.
O shakha Kanva é restrito a Kerala e Tamila Nadu. Jagadguru Adi Shankara é dito de ter seguido esta versão. Os rituais védicos do famoso templo de Ranganathaswamy, o maior templo da Índia, são executados de acordo com esse Shakha.
Tradições védicas dizem que Yajnavalkya tinha sérias diferenças com o seu professor Vaishampayana, de quem ele tem estudado as coleções do Iajurveda. Em uma ocasião, Vaishampayana estava tão enfurecido com Yajnavalkya que pediu que ele devolva todo o conhecimento adquirido. Yajnavalkya vomitou tudo o que aprendeu, na forma de carne. Os outros discípulos de Vaishampayana assumiram a forma de pássaros tittiriya e comeram a carne, ansiosos para receber o conhecimento. Assim, o trabalho veio a ser chamado de Taittiriya Samhita ("comido por pássaros taittiriya").   
- Depois de ter vomitado o conhecimento adquirido de seu professor, Yajnavalkya adorou o Deus do Sol Surya (também conhecido como Aditya) com grande penitência. Agradado, Surya ensinou a Yajnavalkya novas porções do Yajurveda. Estas porções formam uma coleção com o nome de Shukla Yajurveda.
O shukla Iajurveda também é proeminente pelos seus dois grandes Upanixades: o Isa Vasya e o Brihadaranyaka. O último é o maior de todos os Upanishads e também é considerado como sendo o Upanixade Shreshtha, ou o mais refinado de todos os Upanixades.

## Números longos
O Iajurveda documenta o uso mais antigo conhecido de números que vão até um trilhão (parardha). Até discute o conceito de infinito (purna "abundância", "plenitude"), afirmando que, subtraindo purna de purna, o que resta continua sendo purna.